# Bátos

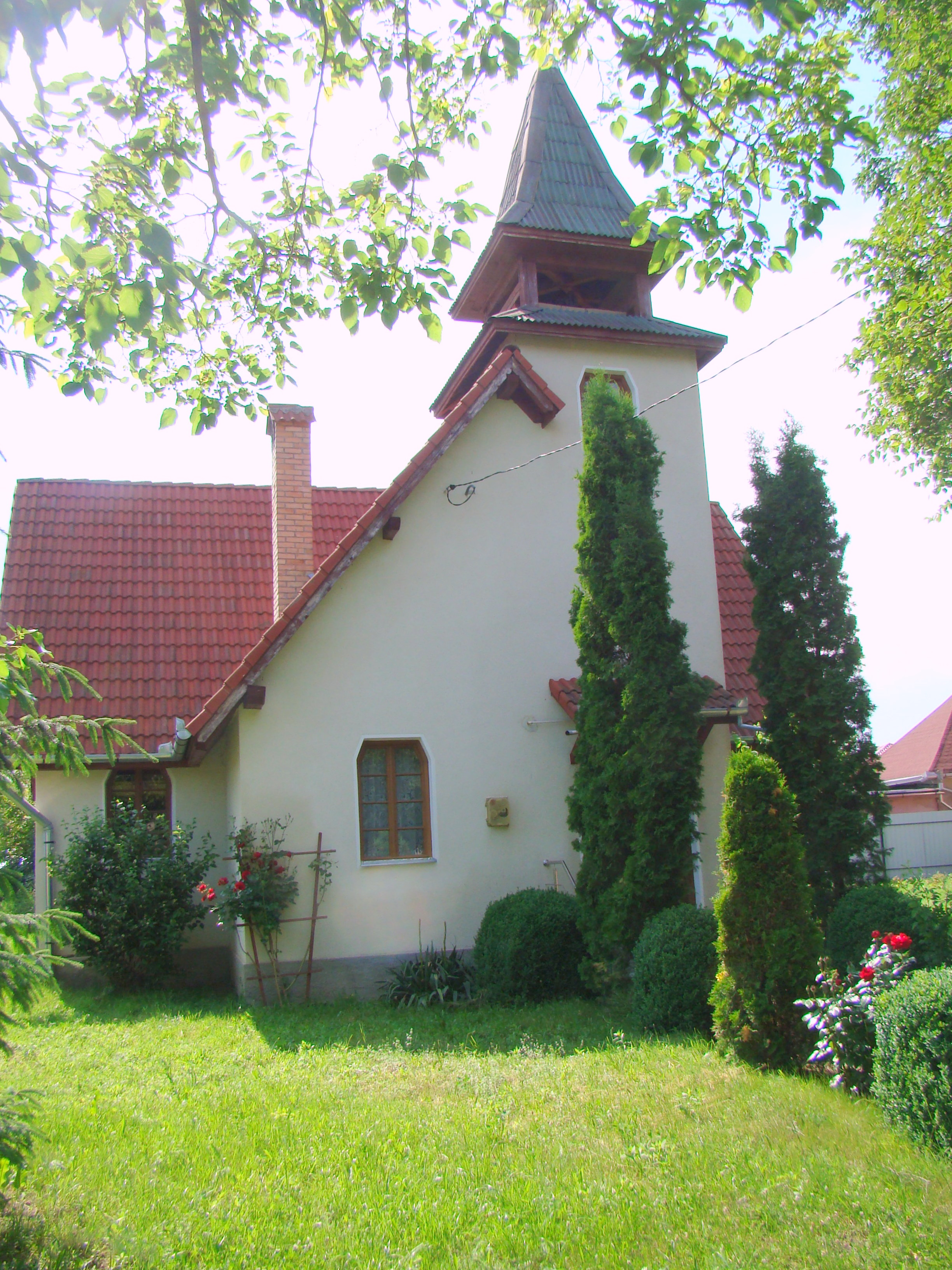
Református templom

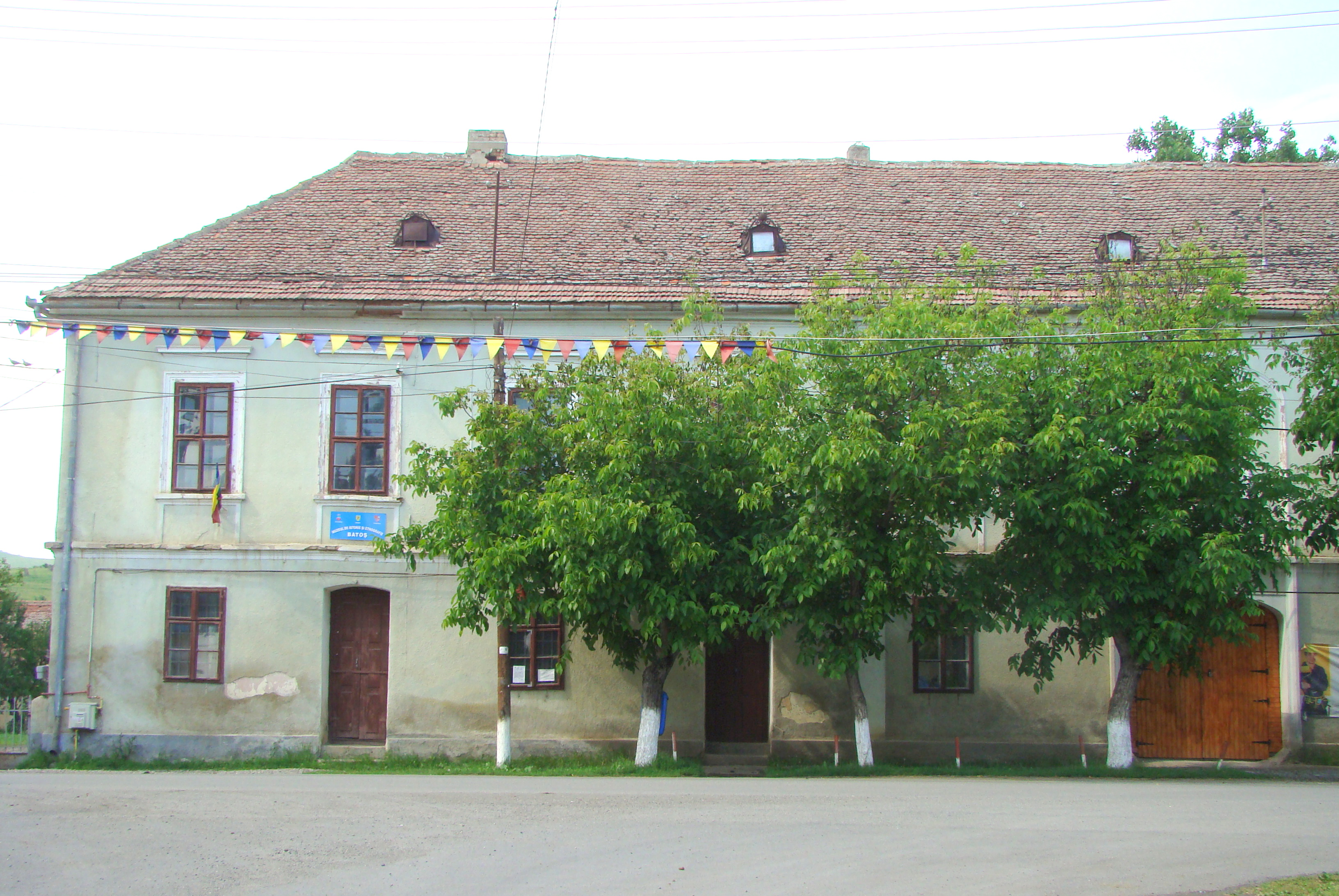
Múzeum

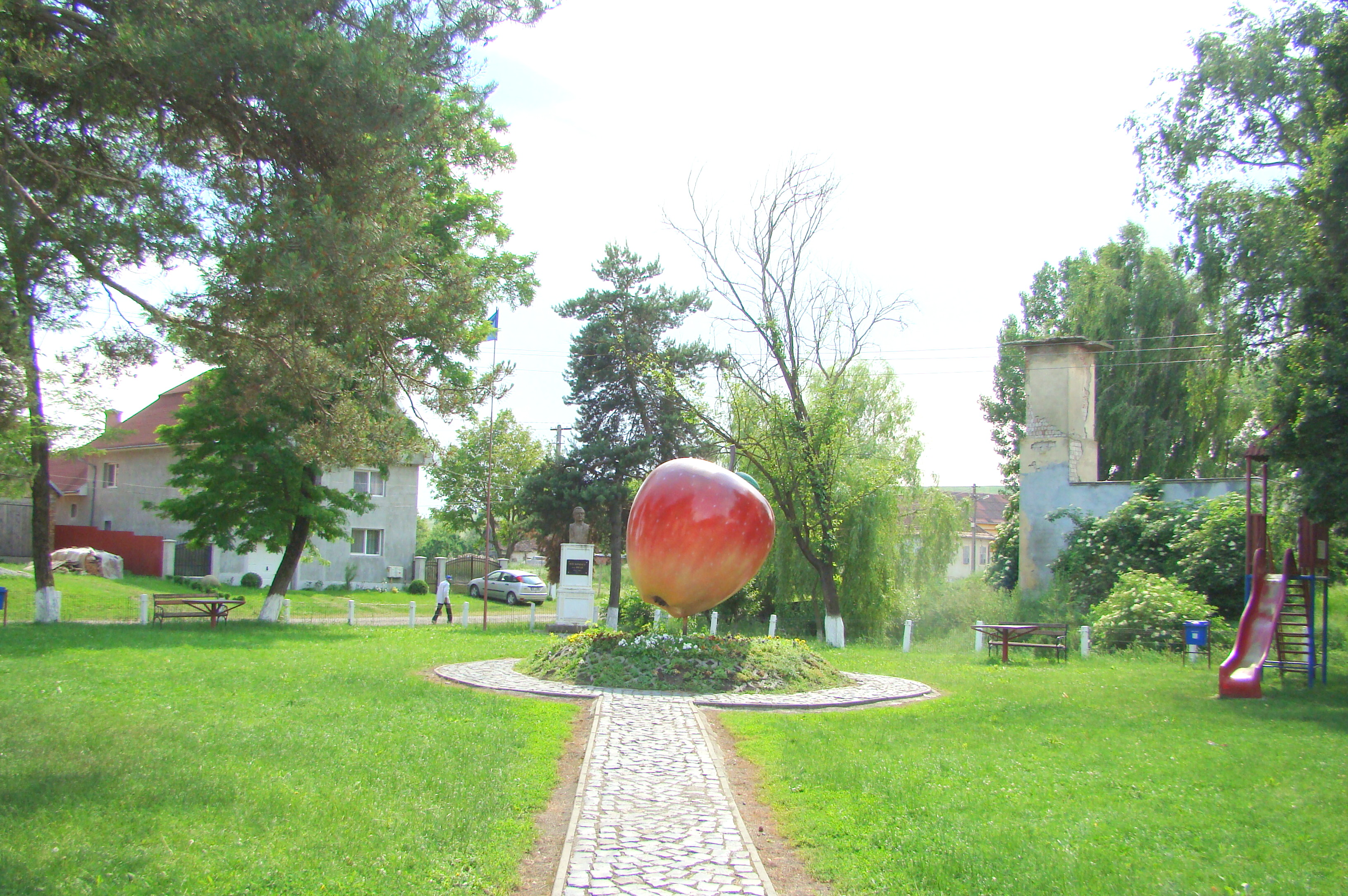
Almaszobor

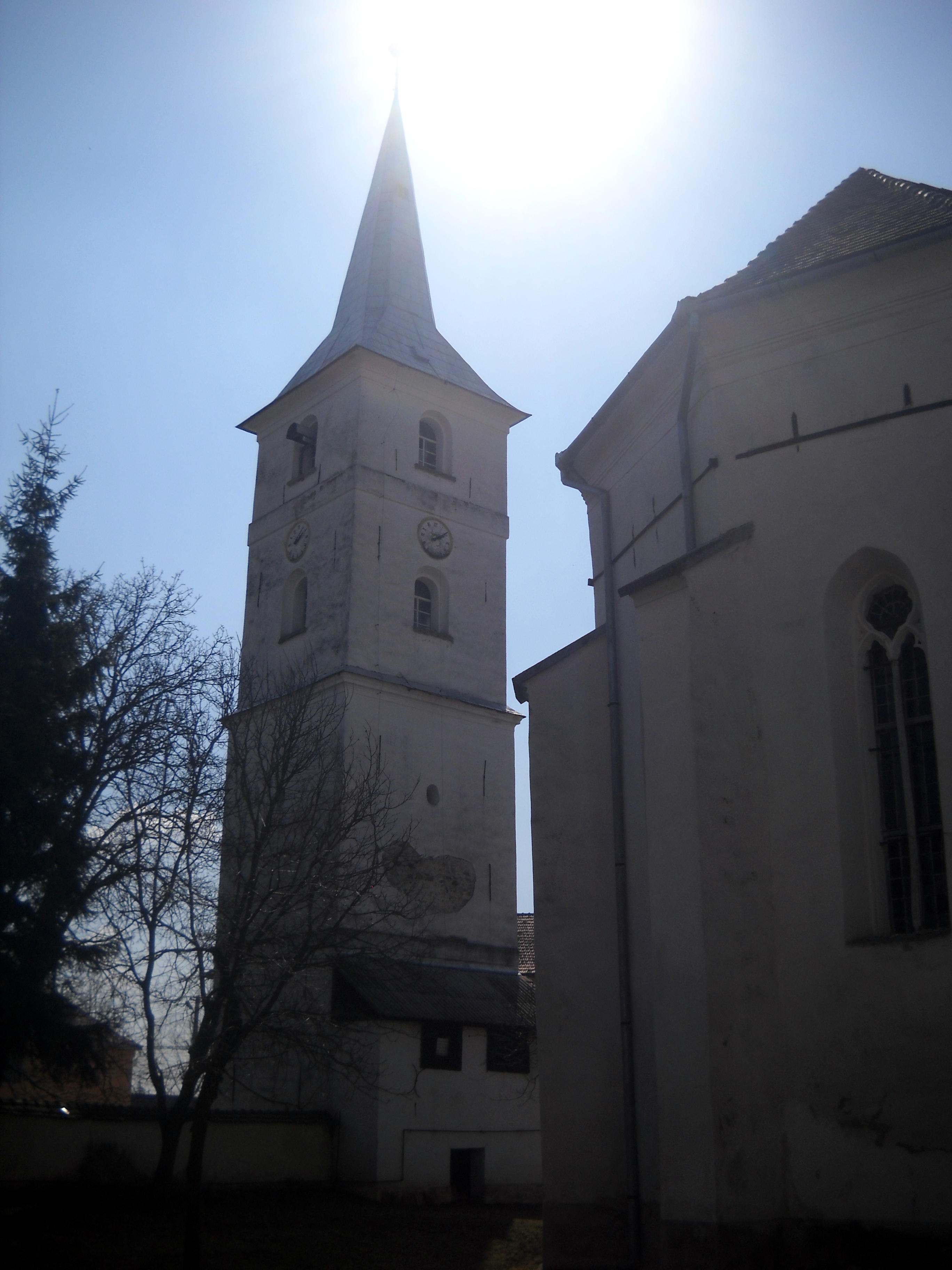
Evangélikus templom

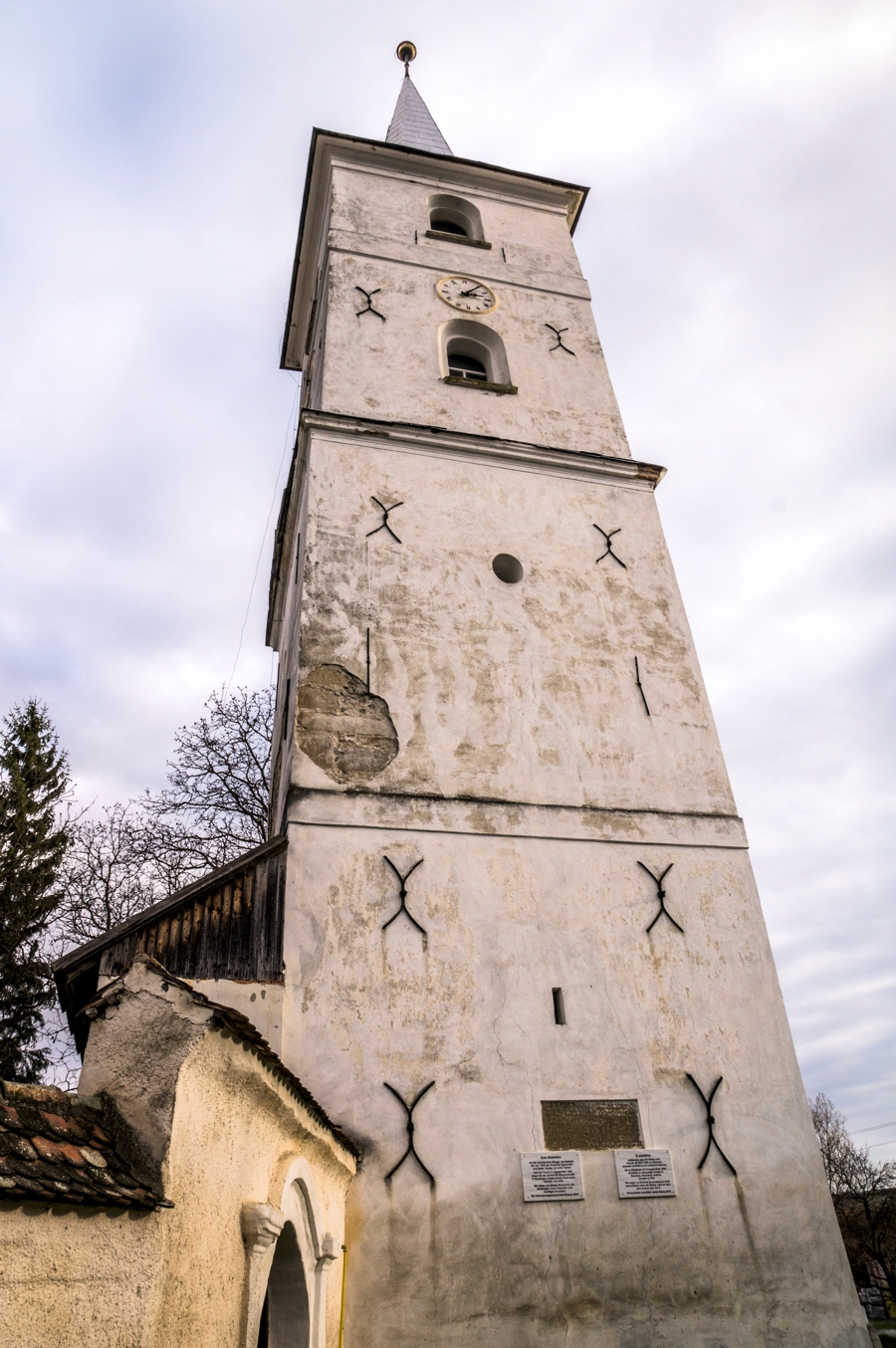
Evangélikus templom

Bátos (románul: Batoș, németül: Botsch, helyi szászul Biutš) falu Romániában, Maros megyében.

## Fekvése
Szászrégentől 16 km-re északra, a Lúc-patak bal partján fekszik.

## Nevének eredete
Puszta személynévből való. Először 1319-ben Batus, majd 1461-ben Bathos alakban írták.

## Története
A 14. században Kolozs vármegyei szász jobbágyfalu volt. 1332–37-ben plébánosáról emlékeztek meg. 1507-ben már mint mezővárost említették, amely címet a 19. század második feléig megőrizte. A 16. századtól a 20. század első feléig jelentős volt bortermelése. Lakói 1629-ben megkapták a jogot Bethlen Gábortól, hogy megváltsák magukat a jobbágyi függés alól. Ugyanekkor pallosjoggal is rendelkezett. 1648-ban a Rákócziak uradalmi központja, hozzátartozott Felsőidecs, Maroskövesd, Lövér, Felsőrépa, Erdőszakál és Oroszidecs. Két darabont- és 58 jobbágycsalád lakta, köztük egy borbély és egy kertész, aki robotban hagymát és petrezselymet termesztett. Volt halastava és malma, sok házhelye pusztán állt. 1668 és 72 között örmények települtek be, akik még 1766-ban is itt éltek. A kurucok 1710-ben kifosztották.  1766-ban a 811 férfiból és 826 nőből álló szász evangélikus egyházközség és az örmények mellett református anyaegyháza is volt, amely 23 férfit és 11 nőt számlált. A szász jobbágyok egy része 1775-ben Felsőszászújfaluba költözött. 1797-ben éves nagyvásár tartására kapott szabadalmat. A 19. század elejétől egészen a második világháborúig túlnyomóan szász lakosságú maradt. 1881-ben gyógyszertár nyílt benne. 1907-ben kétszáz lakója gazdasági eszközök készítésével, húsz pedig fazekassággal foglalkozott. Szász lakosságát a német hadsereg 1944 őszén evakuálta. Helyükre 1945-ben az Országos Demokrata Arcvonal telepített csíki székelyeket. A szomszédos monorfalvi románok azonban nem nyugodtak bele, hogy nem őket jelölték ki telepeseknek. Többször megtámadták a falut, a házakat feldúlták, a székelyeket megverték. Végül egy miniszterközi bizottság intézkedett a telepesek visszatéréséről a faluba, a konfliktust a szászok állítólagos aknamunkájára fogva. A szászok egy töredéke hazaérkezett (1945 őszéig 333-an), azonban a székelyek egy része nem mert visszatérni, és a környező falvakból beköltöző románok 1966-ra többségbe kerültek a falu lakosságában. A Csíkból ideszármazottak római katolikusok, a gyarapodó létszámú református egyházközség 2002-re épített magának templomot.
1910-ben 1605 lakosából 1381 volt német, 117 román és 85 magyar anyanyelvű; 1379 evangélikus, 115 görögkatolikus, 72 református és 24 ortodox vallású.
2002-ben 1355 lakosából 895 volt román, 367 magyar, 54 cigány és 37 német nemzetiségű; 902 ortodox, 275 római katolikus, 101 református és 60 evangélikus vallású.

## Látnivalók
- Evangélikus temploma eredetileg 15. századi, gótikus, de miután 1728-ban leégett, 1781–82-ben barokk–rokokó stílusban építették újjá. Különálló tornyán 1638-as dátum volt olvasható.[9]
- Helytörténeti gyűjtemény.
- Evangélikus paplak (1789).
- A falutól északra 2,5–3 km-re, a 746 m magas Vár-hegyen ovális alakú, rézkori eredetű vár maradványai látszanak, melyet később a magyarok is használtak. A lapos hegytetőn kissé távolabb még egy kővár romjai is találhatók.[10]

## Gazdasága
- Elsősorban almatermesztéséről híres. Körzetében évente ötven-hatvanezer tonna alma terem. 2002 óta minden októberben megrendezik az alma ünnepét.[11] Az almából helyben széles körben forgalmazott ecetet is előállítanak.

## Híres emberek
- Itt lakott 1710–11-ben Cserei Mihály emlékíró.
- Itt született 1929. szeptember 25-én Johann Böhm történész.
- Itt született 1963. január 24-én Szakács Csaba erdőmérnök, természettudományi szakíró.